# Oreocarya longiflora
Oreocarya longiflora är en strävbladig växtart som beskrevs av Aven Nelson. Oreocarya longiflora ingår i släktet Oreocarya och familjen strävbladiga växter. Inga underarter finns listade i Catalogue of Life.